# Hangenbieten
Hangenbieten je občina v departmaju Bas-Rhin francoske regije Alzacija.
Leta 1990 je v občini živelo 1 149 oseb oz. 280 oseb/km².